# フライング・エレファント
フライング・エレファント（英語: Flying Elephant）とは、第一次世界大戦中のイギリスで計画された超重戦車である。計画は構想に留まり、実際に製作されることはなかった。

## 開発
イギリスの戦車生産において、1916年4月になされたマーク I 戦車50輌の最後の追加発注ののち、これ以上の戦車が生産されるかどうかは不明確であった。それは、戦車という新兵器の、戦場での成功如何にかかっていた。マーク I 戦車の設計者にして製作者の一人であったウィリアム・トリットンは、この車輛の主要な弱点が何であるかは既にわかりきっている、と考えていた。砲弾の直撃はこの車輛を破壊できるだろうし、大きな問題は、戦場が砲兵の支援射撃の弾着で飽和するということであった。そこで1916年4月、トリットンは、中量級の砲の射撃に抗堪できる戦車を開発することを決めた。
ただトリットンは、こうした車輛に何が必要であるかを確信できなかった。彼はこの車輛に、確実で完全な防御を施すうえで、どの程度の装甲厚が必要であるか判らなかった。同月、ケネス・サイメス中尉は、2インチ（51mm）の装甲板を、捕獲したドイツ軍の各種火砲で射撃試験した。6月、この計画は拡大され、エセックス州のシューブリーネスで数種類の装甲板が試験された。この装甲は装甲製造会社であるウィリアム・ビアードモア社から供給されたものである。戦車供給委員会では1916年6月19日、この試作車両の生産を承認したが、肝心の設計は1916年8月の後期まで確定しなかった。

## 構造
この車輛の設計図は部分的に現存しており、車輛の全長が8.36メートル、全高は約3メートル、全幅も約3メートルであることが示されるが、これはマーク I 戦車と比してさほど巨大ではない。しかしながら全重は約100トンに達し、マーク I 戦車の車重28トンよりもはるかに重い。車重の非常な増大は、正面装甲厚3インチ（76.2mm）、側面装甲厚2インチ（51mm）と、当時の装甲車両としては破格に厚い装甲に由来する。車体上面は、半分にした円筒のような曲面で構成され、わかっているかぎりではこの部分の装甲は2インチ（51mm）である。車体前面は垂直にした半円筒状であり、この前面と上面とは半ドーム状の装甲でつながれている。
多数の資料では、この車輛の車体前面に搭載される主兵装は、口径57mmの6ポンド砲であるとしている。しかしながらジョン・グランフィールドの資料『The Devil's Chariots』では、主砲は口径75mmの13ポンド砲であったとしている。このような重車輛では、6ポンド砲のような兵装は、現代の戦車に置き換えるならば主兵装の半分程度の意味しか持たなかった。他の設計案では、2門の6ポンド砲が、スポンソンの両側の突出部に配置され、さらに5挺程度の機関銃が装備された。車体側面には2挺の機関銃が備えられ、さらに2挺以上が車体後部に装備された。当初、砲撃に対抗できるこの戦車は、単に重戦車、それからフォスターの戦車と呼称された。どこからニックネームである「フライング・エレファント」が来たのか定かではないものの、おそらくそれは象の鼻じみた車体前面の砲、ドーム状の正面などの結果であり、さらに、かさばる巨体は伝統的な英国気質であるところの気楽さと重なった。

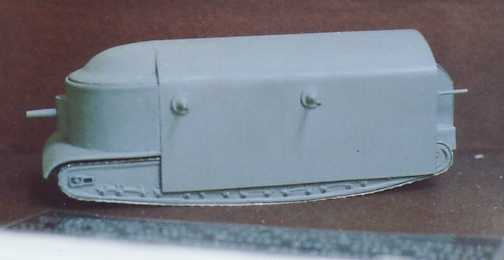
別の視点からの模型の写真。イギリス、ボービントン戦車博物館所蔵。

この車輛は2対、4本の履帯を装備した。外側の主履帯はマーク I 戦車の装備したものと類似するが、これはより扁平で61センチメートル拡幅されていた。もう1対の、より幅が狭い副履帯は、主履帯よりおよそ6インチ（約15cm）高い下部に装備された。これらは通常の走行では使用されず、不整地で緊急時にトラクションを発揮するよう備えられたものだった。内側の履帯は、戦車の腹が地面につっかえたときに助けとなるものである。4本の履帯は、車体のセンターライン上に配置された、デイムラー社製105馬力（78キロワット）ガソリンエンジン2基で駆動された。内側の履帯はドッグクラッチによって主変速機に結合した。各発動機はそれぞれが主要な変速機を装備し、その両方の力を集めて片側の差動機構を駆動させた。この差動装置では、2つ備えられた第二の変速機を動かした。もう1つは両側の主履帯を駆動するためのものである。この方法は、2基備えられたエンジンがおのおの片側の履帯を駆動させた、マーク A ホイペット中戦車の操向機構とは異なるものである。

## 結末
本車の製造はいくつかの箇所で始まったことは確実だが、試作車両の完成には至らなかった。機動性は防御より重要であると考えられ、戦車供給委員会の長官を務めたアルバート・ジェラルド・スターンは、陸軍省が1916年後半に計画の終了を命じることを文書で明らかにした。歴史家であるデビッド・フレッチャーは、この車輛が著しく馬力不足であり、計画が困難に陥ったと推測した。最高速度は時速2マイル（3.2km/h）と推定された。このような車両が、軟土にはまり動けなくなった際に、自在にそこから抜け出せたとは言い難い。
マーク I 戦車のシリーズが成功作となった事実は、砲撃からの防御に優れた大型戦車を製造するという、トリットンの主要な動機のうちの一つを除去した。しかし、ジョン・グランフィールドの著述では、トリットンが車輛を軽量化してより実用的なものとするにあたり、その装甲厚を半減したものの、減らされた結果の全重は未だ50トンから60トンであったとしている。車輛の外観に変化はなかった。さらにまた、フライング・エレファントの任務は、漠然とした「攻撃」任務から、「対戦車戦闘」へと変更された。これはドイツ軍が彼ら自身の装甲戦闘車両を開発していることが恐れられたためである。上から押し付けられた理由によって計画が放棄される前に、スターン長官が20輌のフライング・エレファントを生産する予定だったのは明らかなところである。